# Radiszczew
Radiszczew – osiedle typu miejskiego w Rosji, w obwodzie irkuckim. W 2010 roku liczyło 1140 mieszkańców.